# Geneviève Défago
Geneviève Jeanne Défago (* 18. Juli 1942) ist eine Schweizer Botanikerin  Sie war während vieler Jahre Dozentin für Phytopathologie am Institut für Pflanzenwissenschaften der Eidgenössischen Technischen Hochschule (ETH) Zürich und ist Gründungsmitglied und erste Präsidentin der Schweizerischen Gesellschaft für Phytomedizin. Sie gilt als Pionierin in der biologischen Schädlingsbekämpfung.

## Akademische Karriere
Geneviève Défago studierte Naturwissenschaften an der Universität Lausanne und der ETH Zürich und diplomierte 1967 in physiologischer Pflanzenpathologie. Ihre Dissertation über die Taxonomie von Fadenpilzen wurde 1967 mit der Silbermedaille der ETH Zürich ausgezeichnet, dem höchsten Preis, den die ETH an herausragende Master- und Doktorarbeiten verleiht.
Von 1967 bis 1969 absolvierte sie ihr Postdoktorat am Prairie Regional Laboratory in Saskatoon, Kanada, wo sie die reproduktive Physiologie von Pythium untersuchte. 1969 kehrte sie in die Schweiz zurück und wurde leitende wissenschaftliche Mitarbeiterin am Institut für Spezielle Botanik der ETH Zürich, wo sie 1977 die Venia legendi der Abteilung Naturwissenschaften erhielt und anschliessend molekulare und angewandte Phytopathologie unterrichtete. Von 1986 bis 1988 und von 1996 bis 1998 wurde sie als Institutsdirektorin eingesetzt und 1990 wurde ihr der Titel Professor (Titularprofessor) verliehen.

## Forschung
Geviève Défago forschte hauptsächlich im Bereich von Mechanismen, mit denen gutartige Bakterien bodenbürtige Krankheiten unterdrücken. Ihr Schwerpunkt lag dabei auf der Anwendung von transgenen Organismen in der Bekämpfung von Krankheiten und Schädlingen. Sie gilt als eine der Pionierinnen der Phytomedizin: so gehört sie unter anderem zu den Ersten, die Mischungen von Bakterien und Pilzen zur biologischen Schädlingsbekämpfung einsetzte, und erreichte zahlreiche wissenschaftliche Durchbrüche im Bereich von krankheitsunterdrückenden Böden. Zahlreiche ihrer wissenschaftlichen Publikationen wurden vom Schweizerischen Nationalfonds unterstützt, unter anderem Arbeiten zu Resistenzen pflanzenparasitischer Pilze oder Risiken von gentechnisch verändertem Mais. Défago ist eine direkte Nachfahrin von Heinrich Anton de Bary, der als Begründer der Phytopathologie gilt.

## Mitgliedschaften und Positionen
Défago engagiert sich neben ihrer akademischen Karriere in zahlreichen Kommissionen und Organisationen, so gründete sie 1982 gemeinsam mit dem Phytopathologen F. J. Schwinn die Schweizerische Gesellschaft für Phytomedizin.
Von 1997 bis 2000 war sie Mitglied der Eidgenössischen Fachkommission für biologische Sicherheit, deren Aufgabe es ist, die Schweizerischen Behörden beim Schutz von Menschen, Tieren und Umwelt im Bereich der Bio- und Gentechnologie zu beraten. Ausserdem engagierte sie sich als Mitglied der European Foundation for Plant Pathology und der International Organization for Biological Control (IOBC) und war lange in zahlreichen verwandten Organisationen aktiv, wie der Société Française de Phytopathologie (SFP), der Deutschen Phytomedizinischen Gesellschaft, oder der American Society for Microbiology. Zusätzlich dazu hat sie bereits zahlreiche Konferenzen im Bereich der biologischen Schädlingsbekämpfung organisiert.
Seit 2006 ist sie offiziell im Ruhestand.